# Softshell

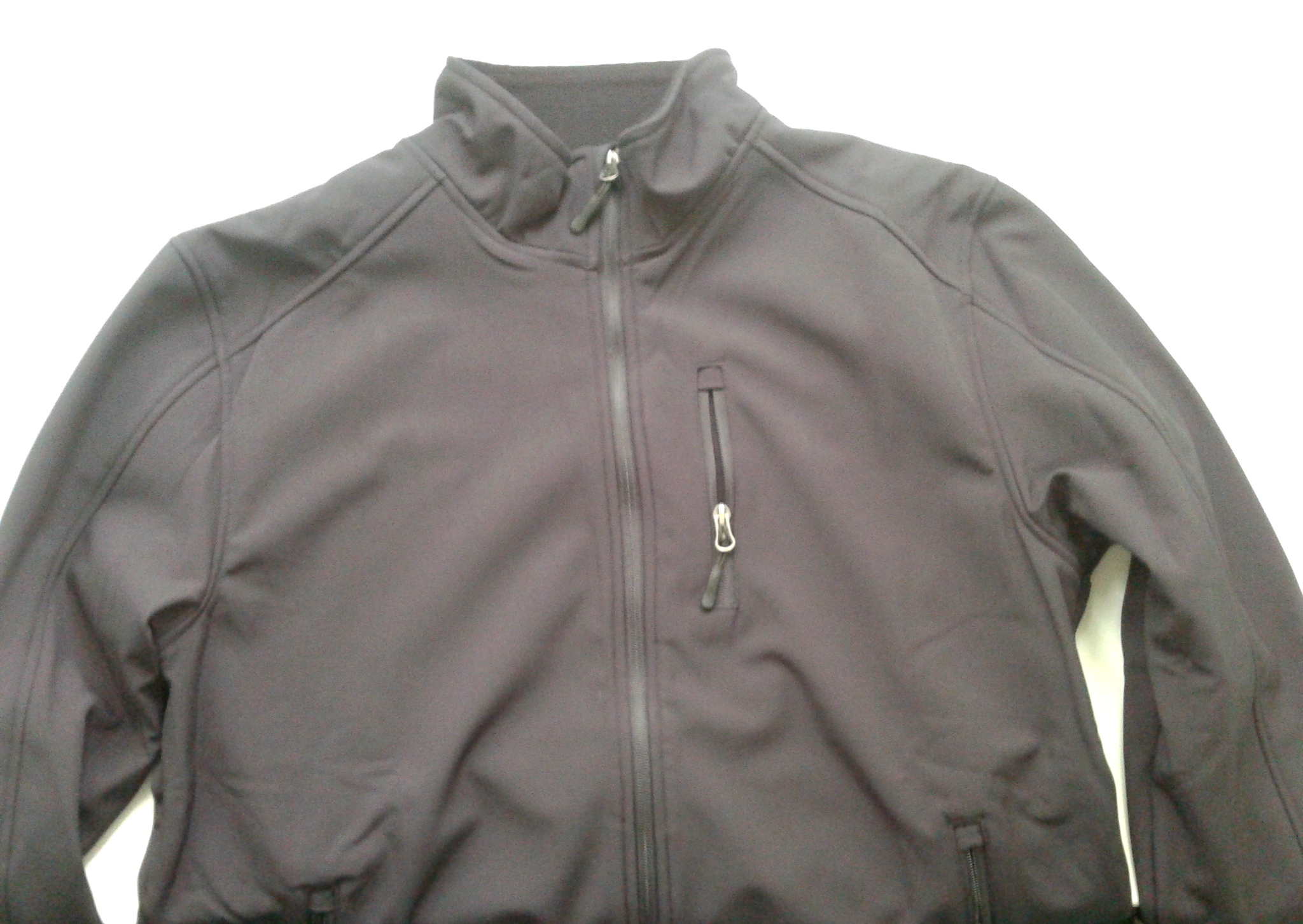
Softshelljacke

Softshell ist ein Oberbegriff für einen Teil von Funktionstextilien und die Bezeichnung für eine Ausführungsform von Fahrradhelmen. 

## Bekleidung
Der Begriff wird meistens im Zusammenhang mit moderner Sport- und Freizeitbekleidung bei Jacken und Oberbekleidung verwendet.

### Material
Softshell besteht häufig aus zwei oder drei laminierten Membranschichten. In der Regel besteht die Außenschicht aus einem mechanisch widerstandsfähigen und strapazierfähigen Material, welches das Innenfutter isoliert und Feuchtigkeit transportiert. Dies können aus Kunstfasern gewebte Stoffe, aber auch Laminate sein. Dabei handelt es sich um Fasern mit einem guten Feuchtetransportvermögen, die selbst nur wenig Feuchtigkeit aufnehmen. Beispiele für synthetische Fasern sind: Polyester (PES), Polyamid (PA) oder Polypropylen (PP). Die Gewebe oder Gewirke sind meist dort robust, wo z. B. Rucksackgurte scheuern könnten, dort besonders weich und anschmiegsam, wo es auf Bewegungsfreiheit ankommt, und erhöht wasserdampfdurchlässig in Bereichen hoher Schweißaussonderung.

### Einsatzzweck
Häufig kommt Softshell bei Jacken zum Einsatz, die von Outdoorsportlern getragen werden. Mittlerweile wird Softshell aber auch bei Outdoor-Hosen eingesetzt. Softshells sind sehr leicht und kombinieren die Funktionen einer äußeren und mittleren Bekleidungsschicht. So können Softshell-Jacken auch als ein Kompromiss zwischen Fleece-Jacken und Regenjacken angesehen werden, wodurch Gewicht eingespart werden kann. Je nach Verarbeitung und Material kann Softshell ähnlich wie Fleece luftdurchlässig und wärmend, aber auch winddicht und widerstandsfähig sein. Softshell-Jacken oder -Hosen sind in der Regel bei leichten Schneefällen oder leichten Niederschlägen wasserabweisend, aber nicht absolut wasserdicht (abhängig von den Meter Wassersäule) und bei Dauerregen weniger zu empfehlen. Ideal sind Softshell-Jacken oder Hosen daher eher bei gemäßigten Temperaturen ohne starke Niederschläge.

## Fahrradhelm
Softshell-Helme (Weichschalen-Helme) bestehen nur aus einer Schale aus Hartschaumstoff. Sie waren vor allem als Kinderhelm verbreitet. Weichschalenhelme entsprechen nicht mehr dem Stand der Technik und sollten nach Expertenmeinung nicht mehr verwendet werden. Die weiche Oberfläche gleitet bei einem Aufprall nicht vom Untergrund ab, was die Gefahr eines Schleudertraumas erhöht.

## Belege
1. ↑  Olaf Perwitzschky: Bergwandern, Bergsteigen: Wissen & Praxis. Bergverlag Rother, 2010, ISBN 978-3-7633-6032-1, S. 18.
2. ↑  Verbraucherportal des Bayerischen Staatsministeriums für Umwelt und Verbraucherschutz: Fahrradhelme; Typen und Helmkonstruktionen (Memento des Originals vom 26. Oktober 2017 im Internet Archive)  Info: Der Archivlink wurde automatisch eingesetzt und noch nicht geprüft. Bitte prüfe Original- und Archivlink gemäß Anleitung und entferne dann diesen Hinweis.